# Malone (Florida)
Malone és una població dels Estats Units a l'estat de Florida. Segons el cens del 2000 tenia 2.007 habitants.

## Demografia
Segons el cens del 2000, Malone tenia 2.007 habitants, 311 habitatges, i 199 famílies. La densitat de població era de 247,6 habitants/km².
Dels 311 habitatges en un 28% hi vivien nens de menys de 18 anys, en un 42,8% hi vivien parelles casades, en un 19% dones solteres, i en un 36% no eren unitats familiars. En el 34,4% dels habitatges hi vivien persones soles el 20,3% de les quals corresponia a persones de 65 anys o més que vivien soles. El nombre mitjà de persones vivint en cada habitatge era de 2,32 i el nombre mitjà de persones que vivien en cada família era de 3,01.
Per edats la població es repartia de la següent manera: un 9,2% tenia menys de 18 anys, un 9% entre 18 i 24, un 49,6% entre 25 i 44, un 25,5% de 45 a 60 i un 6,7% 65 anys o més.
L'edat mediana era de 37 anys. Per cada 100 dones de 18 o més anys hi havia 482,1 homes.
La renda mediana per habitatge era de 28.611 $ i la renda mediana per família de 38.281 $. Els homes tenien una renda mediana de 31.979 $ mentre que les dones 19.345 $. La renda per capita de la població era de 5.701 $. Entorn del 7,9% de les famílies i el 10,8% de la població estaven per davall del llindar de pobresa.

## Poblacions més properes
El següent diagrama mostra les poblacions més properes.